# Splicéosome
Le splicéosome, de l'anglais splice (« épissure ») avec le suffixe -some (du grec σῶμα / sôma, « corps »), également appelé particule d'épissage ou épissosome, est un complexe dynamique de particules ribonucléoprotéiques (composées de petits ARN nucléaires et de plus de 200 protéines) localisé dans le noyau des cellules. L'assemblage de la particule d'épissage à partir de ses sous-unités ribonucléoprotéiques nécessite de l'ATP.
Le rôle du splicéosome est d'assurer l'excision des introns (des régions non codantes de l'ARN prémessager) et la suture des exons (les parties codantes),, et aussi la détection des sites introniques d'épissage. C'est une étape essentielle du processus de maturation des ARN messagers, un mécanisme conservé chez tous les eucaryotes. La catalyse de l'épissage par le splicéosome est essentiellement assurée par la partie ribonucléique.

## Rôle

Illustration montrant les exons (en rouge) et les introns (en gris) d'un ARN prémessager et la formation d'un ARN mature par épissage. Les UTR (en vert) sont des portions non codantes situées aux extrémités de l'ARNm.

Très souvent chez les eucaryotes, on trouve au milieu des chaines codantes d'ARN (les exons), des portions non codantes, les introns, qui ne contiennent aucune information permettant la traduction de la protéine. Ces introns doivent être enlevés de l'ARN prémessager et les exons doivent ensuite être suturés, un processus qu'on appelle l'épissage. L'ARN prémessager contient des signaux spécifiques dans sa séquence qui permettent de réaliser ce processus : à l'intérieur de l'intron doivent figurer un site d'épissage en 3', un site d'épissage en 5' et un point de branchement. Le site d'épissage 5' ou site donneur comprend très souvent une séquence GU à l'extrémité 5' de l'intron. Le site d'épissage en 3' ou site accepteur d'épissage se termine presque toujours avec une séquence AG. En amont de l'extrémité AG se trouve une région riche en pyrimidines (C et U), le tractus polypyrimidine. En amont du tractus polypyrimidine est situé le point de branchement, qui comprend une adénine.

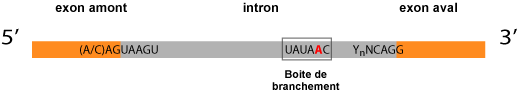
Schéma de l'organisation des jonctions exon-intron-exon. Les exons amont et aval sont en orange et l'intron est en gris. Les nucléotides conservés sont indiqués.

La fonction précise du complexe macromoléculaire qu'est le splicéosome est de catalyser l'excision des introns des ARN prémessagers et la suture des exons, une étape appelée processus d'épissage.
Son rôle est de s'associer à l'ARN prémessager et de procéder à l'épissage des introns, par deux réactions de trans-estérification, d'en assurer la maturation, avant son exportation dans le cytoplasme, pour être traduit en protéines. Les différentes particules du splicéosome sont aussi appelées snRNP, pour small nuclear RiboNucleoProteins.

## Composition
Le splicéosome est en général composé de cinq particules ribonucléoprotéiques, appelées petites ribonucléoprotéines nucléaires (snRNP, pour l'anglais small nuclear ribonucleoprotein), qui s'assemblent sur l'intron suivant un mécanisme précis et catalysent les différentes étapes de la réaction d'épissage.
Il existe deux types de splicéosomes :
- le splicéosome majeur, qui excise la majorité des introns (plus de 99 %), ceux de type U2 ;
- le splicéosome mineur, qui excise moins de 1 % des introns, ceux de type U12.

### Splicéosome majeur
Les petits ARN nucléaires (snARN, pour l'anglais small nuclear RNA), des ARN de moins de 200 paires de bases, ont pour rôle la reconnaissance des séquences à épisser. On en distingue 5 types : U1, U2, U4, U5 et U6.
Ils s'associent chacun à 7 protéines SM, très abondantes dans le noyau cellulaire (SmB/B', D1, D2, E, F, G) dites "protéines de cœur", s'associant en anneau heptamérique autour des snARN.
Cette association donne des ribonucléoprotéines (snRNP) , dont il existe 5 types : snRNP U1, U2, la di-snRNP U4/U6 et la snRNP U5.
Les snRNP s'associent également à plus de 150 protéines (nombre qui varie selon les espèces)
Il existe également des protéines dites « spécifiques » retrouvées uniquement sur un type de snRNP (comme U1A, 70K et U1C, spécifiques de la snRNP U1).

### Splicéosome mineur
Le splicéosome mineur, moins étudié que le splicéosome majeur, est moins bien compris. Une seule des cinq snRNP est commune aux deux types de splicéosomes, U5 ; les quatre autres, qui sont des analogues fonctionnels de celles du splicéosome majeur, sont dénommées U11 (correspondant à U1), U12 (à U2), U4atac (à U4) et U6atac (à U6). En 2024, un splicéosome mineur humain est reconstitué en entier (sous la forme du complexe pré-B, c'est-à-dire avant l'activation de l'épissage), et sa structure tridimensionnelle déterminée à une résolution proche de l'atome individuel. L'analyse structurale révèle notamment comment la petite ribonucléoprotéine nucléaire U11 engage l'intron de type U12 grâce à la reconnaissance spécifique de son site d'épissage en 5', et comment le splicéosome mineur se trouve assemblé.

## Mécanisme
Le splicéosome s'assemble sur les séquences introniques des ARN prémessagers de manière séquentielle :

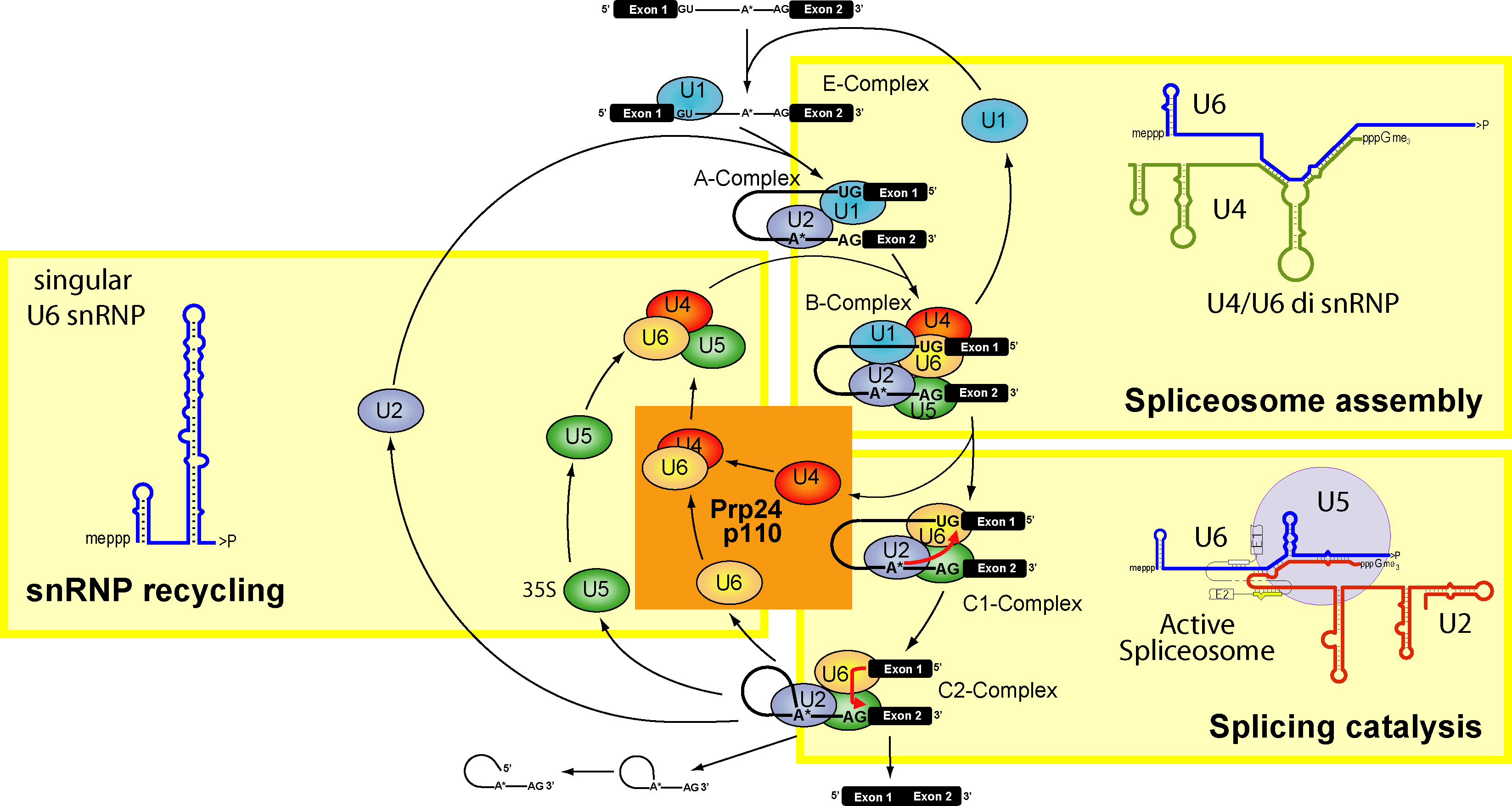
Un cycle d'action du splicéosome

1. Complexe E d'engagement: L'ARNsn U1 s'associe au site Guanosyl-Uridyl à l'extrémité 5' (5'GU) de l'intron ;
2. Complexe A : L'ARNsn U2 se fixe sur le point de branchement situé à une distance de 20-40 nucléotides de la paire AG qui forme l'extrémité 3' de l'intron ;
3. Complexe B1 : Les ARNsn U4 et U6 s'associent par un long appariement puis l'ARNsn U5 se lie aux deux précédents créant le complexeU4/U5/U6. De plus U6 se fixe sur U2 tandis que U5 va se fixer sur l'extrémité 3' de l'exon à proximité de U1 (le splicéosome est alors au complet), rapprochant les extrémités de l'intron à exciser ;
4. Complexe B2 : U1 est libéré, U5 glisse sur l'intron et U6 se fixe à l'extrémité 5' du site de clivage ;
5. Complexe C1 : U4 est libéré, U6 et U2 catalysent la réaction de transestérification et l'extrémité 5' de l'intron est coupée. Se forme une structure en boucle appelée lasso ;
6. Complexe C2 : l'extrémité 3' de l'intron est coupée, ce qui libère l'intron. Ensuite, les exons sont liés entre eux par la réaction de transestérification. Enfin, le complexe se dissocie.

Le splicéosome mineur agit sur le même principe mais les introns qu'il peut exciser sont beaucoup plus rares et diffèrent par leurs sites d'épissage. Ils diffèrent aussi par les séquences reconnues, qui sont ici AC en 5' et UA en 3'. Le snRNA U11 est reconnu par cinq protéines spécifiques à U11 (20K, 25K, 35K, 48K et 59K) et par l'anneau heptamère Sm. La moitié 3' du site d'épissage en 5' forme un duplex avec le snRNA U11 ; la moitié 5' est reconnue par les snRNA U11-35K, U11-48K et U11. Deux protéines, CENATAC et DIM2/TXNL4B, s'associent spécifiquement au tri-snRNP mineur. L'analyse structurelle révèle notamment comment deux tri-snRNP de conformations similaires sont différenciés par les pré-splicéosomes mineurs et majeurs avant l'assemblage.